# Ramon Blanch i Agulló
Ramon Blanch i Agulló (Bell-lloc d'Urgell, 1 de febrer de 1922 - Barcelona, 18 d'agost de 1998) fou un futbolista català de la dècada de 1940 i periodista esportiu.

## Trajectòria
Es formà al FC Barcelona, arribant a jugar al primer equip entre 1937 i 1940, disputant 9 partits oficials a la lliga catalana de la temporada 1937-38. Finalitzada la Guerra Civil ingressà a la UE Sant Andreu. La temporada 1942-43 jugà al CE Mataró, i la següent temporada passà a l'EC Granollers, on jugà tres temporades. Els seus darrers clubs foren el Reus Deportiu i la UE Tàrrega.
Exercí durant 47 anys com a periodista, essent redactor de Mundo Deportivo.

## Palmarès
- Lliga Catalana de Futbol:
  - 1937-38